# 2008年夏季残疾人奥林匹克运动会巴巴多斯代表团
2008年夏季残疾人奥林匹克运动会巴巴多斯代表团是巴巴多斯派出的2008年夏季残疾人奥林匹克运动会代表团。未获得奖牌。